# Mentissa
Mentissa Aziza (Denderleeuw, 4 april 1999), bekend onder artiestennaam Mentissa, is een Belgische zangeres en singer-songwriter. In 2025 was ze één van de deelnemers van Eurosong 2025. 

## Biografie
In 2014 deed ze mee aan het eerste seizoen van The Voice Kids in Vlaanderen. Ze won het eerste seizoen onder coach Natalia. In 2018 deed ze mee aan The Voice of Holland. Ze raakte tot the knockouts in team Lil' Kleine. 
Ze bracht haar middelbaar door in het leonardo College in Denderleeuw. 
In 2020 deed ze mee aan het 10de seizoen van The Voice of France. Ze werd 3de in het team van Vianney. In oktober 2021 tekende ze bij het label Tôt out tard. 
Haar eerste album kwam uit op 18 november 2022, getiteld La Vingtaine. Op het album staat ook het nummer Mamma Mia, dat een radio hit werd in Vlaanderen, en een nominatie kreeg voor de Radio 2 Zomerhit.
Op 23 juni 2023 werd aangekondigd dat ze coach zal worden in het 11de seizoen van The Voice Belgique naast Beverly Jo Scott, Hatik en Christophe Willem.

## Televisie
- The Voice Kids Vlaanderen (2014) - als kandidaat
- The Voice of Holland (2018) - als kandidaat
- The Voice of France (2020) - als kandidaat
- The Voice Belgique (2023-2024) - als coach

- MusicBrainz: 0b729d33-8a27-4914-b1f9-27b5f0f80d4f
- Virtual International Authority File: 35167622094003341404